# Pont Thăng Long
Le pont Thăng Long (vietnamien : Cầu Thăng Long) est un pont sur le fleuve Rouge à Hanoï au Viêt Nam,,.

## Présentation
Le pont relie le district de Dong Anh  au district de Bac Tu Liem.
Il est a 11 km du pont Long Bien en amont du fleuve Rouge.
C'est un élément essentiel pour relier le centre d'Hanoi et l'Aéroport international de Nội Bài.
Le pont a plusieurs niveaux : 
- tablier supérieur: Pont routier (pont-route)
- tablier inférieur: Pont ferroviaire (pont-rail) et passerelle pour vélos et piétons

## Illustrations

Le pont en 1981.